# Tabant
Tabant (en àrab تبانت, Tabānt; en amazic ⵜⴰⴱⴰⵏⵜ) és una comuna rural de la província d'Azilal, a la regió de Béni Mellal-Khénifra, al Marroc. Segons el cens de 2014 tenia una població total de 14.963 persones.